# Raça de cavall

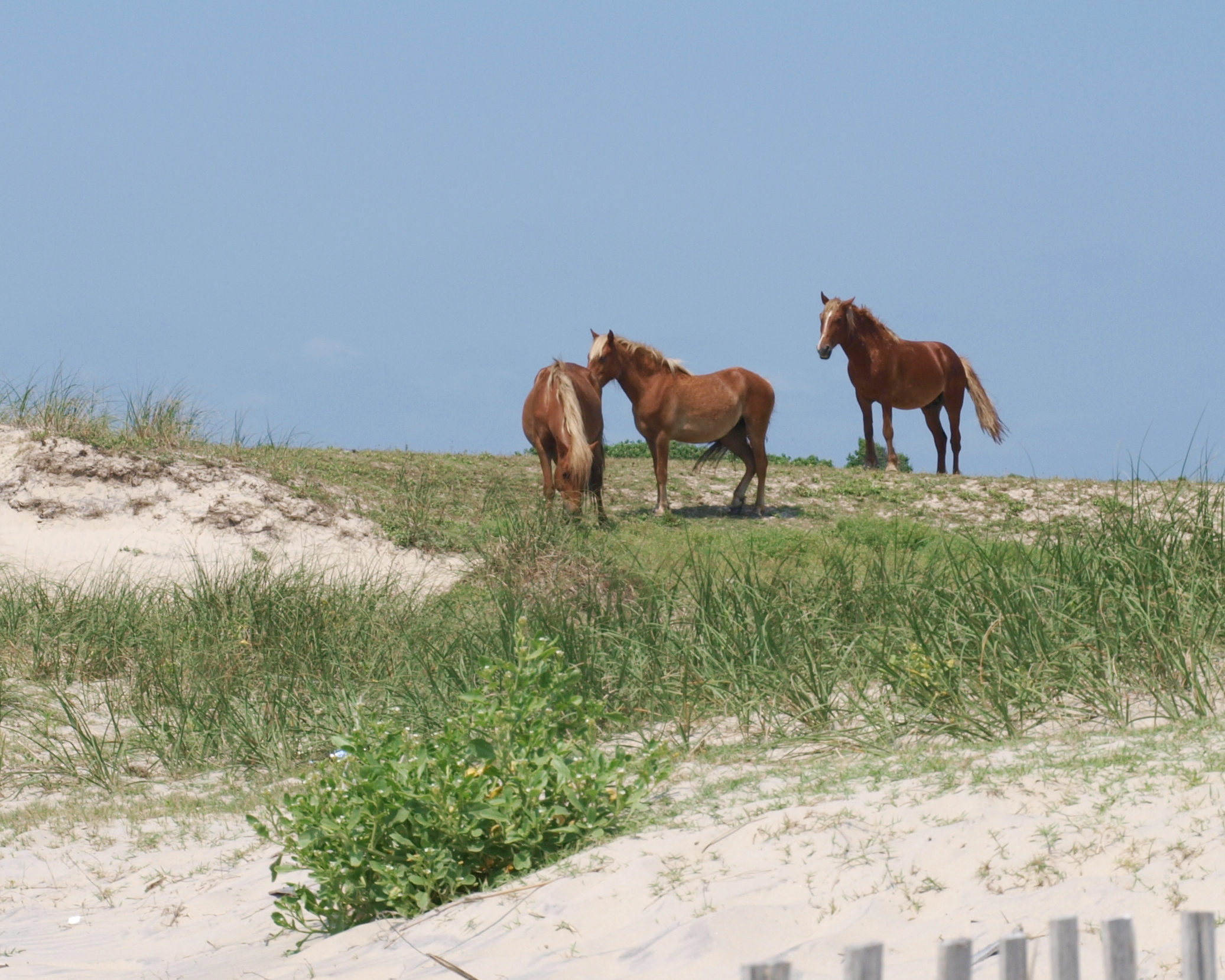
Cavalls dels Outer Banks

El concepte de raça en els cavalls té diversos significats, més o menys relacionats, que cal conèixer i entendre.
Les races s'associen generalment amb poblacions de cavalls domèstics criats de forma selectiva i amb una genealogia documentada (que generalment implica, en cada cas, un "registre" i un "llibre genealògic).
En sentit estricte una raça de cavalls és un grup de cavalls amb característiques (físiques i psíquiques) determinades que transmeten als seus descendents de manera natural i previsible. En una raça determinada, un estaló i una egua de pura raça crien poltres de pura raça.
L'existència d'un llibre genealògic i un registre no és suficient per a definir o determinar una raça en el sentit de "raça pura". Hi ha associacions o registres que admeten la inscripció d'animals descendents de progenitors aliens al registre (i, per tant, que no són de pura raça) sempre que siguin de característiques determinades.
Hi ha races de cavalls ferals que són de raça pura sense necessitat de llibre genealògic ni registre de cap mena.

## Exemples de races domèstiques
Un cas relativament modern de raça pura és el cavall Morab. Els primers cavalls Morab eren descendents de cavalls de raça Àrab  i Morgan. Un cop els criadors consideraren que els cavalls tenien característiques adequades, la inscripció en el registre es va limitar als poltres descendents de cavalls inscrits (cavalls fundadors).
Casos similars són els cavalls de raça Morgan, Colorado Ranger, Haflinger i molts altres.
A la península Ibèrica hi ha dues races numèricament importants:
PSL ("Puro Sangue Lusitano") i PRE ("Pura Raza Española").
Hi ha dos registres famosos que no són races (en el sentit de races pures):
- American Quarter Horse[12]
- Appaloosa[13]

Ambdós registres admeten cavalls descendents de progenitors no registrats (d'una altra raça).
D'altra banda tots dos registres mantenen la categoria de cavalls "foundation" que sí que són de pura raça.

## Exemples de races ferals
Els cavalls de Namib són de raça pura des del punt de vista que des de fa algunes generacions no hi ha hagut aportacions de sang exterior. L'única selecció ha estat la selecció natural amb un medi hostil i condicions molt difícils.
L'aïllament geogràfic és el que garanteix la puresa de la raça.
Els cavalls fundacionals probablement eren cavalls de races diferents.

## Races de cavalls
| - Aegidienberger - Alter Reial - Appaloosa - Asturcó - Cavall Altai - Cavall American Paint - Cavall American Quarter - Cavall American Saddlebred - Cavall andalús - Cavall àrab - Cavall barbaresc - Cavall bretó - Cavall català - Cavall crioll - Cavall dels Outer Banks - Cavall frisó - Cavall ibèric - Cavall losino - Cavall lusità - Cavall mallorquí - Cavall maresmenc | - Cavall Marwari - Cavall menorquí - Cavall de Merens - Cavall Morab - Cavall Morgan - Cavall monchino - Cavall Pinto - Cavall de Przewalski - Cavall de pura raça gallega - Cavall de les retuertas - Cavall Rocky Mountain - Cavall xilè - Cleveland Bay - Garrana - Haflinger - Pottoka - Pura sang - Sorraia - Suffolk Punch - Trotó Balear |